# 坂本勇人 (捕手)
坂本 勇人（さかもと はやと、2002年4月15日 - ）は、佐賀県唐津市浜玉町出身のプロ野球選手（捕手・育成選手）。右投右打。読売ジャイアンツ所属。

## 経歴

### プロ入り前
唐津市立浜崎小学校1年生のときに野球を始める。3年生から「はまゆう少年野球クラブ」に入り、本格的に野球に取り組むようになった。この頃から捕手のポジションを務めた。唐津市立浜玉中学校の軟式野球部では投手と捕手を兼務。中体連唐津地区大会の決勝、肥前中学校との試合で完全試合を達成する。全国中学校軟式野球大会の県大会で優勝を果たしたことで、プロ野球選手を意識するようになる。
県外の高校からのスカウトもあったが、「地元から甲子園に行きたい」という思いのもと、佐賀県立唐津商業高等学校へ進学。1年生の夏から5番を打ち、夏の全国高校野球選手権佐賀大会では5割を超える打率で、準優勝に貢献した。このときは三塁手として試合に出場していたが、同年秋からは再び捕手のポジションに専念する。以降もクリーンアップに定着し、2年生秋の県大会でも準優勝。3年生夏の県独自大会では13打数9安打6打点の打撃成績で4強入りに貢献した。高校通算16本塁打で、強肩強打の佐賀No.1打者とも評された。
2020年のドラフト会議にて読売ジャイアンツから育成6位で指名される。11月16日に支度金300万円、年俸360万円で仮契約を結んだ。背番号は、同球団に所属する同姓同名内野手の背番号「6」にちなんだ「006」となった。同姓同名のプロ野球選手が同じチームに所属するのは高橋明 (投手)・高橋明 (外野手)、佐藤文男 (1953年生の投手)・佐藤文男 (1963年生の投手)、田中幸雄 (投手)・田中幸雄 (内野手)に続く4例目。

### 巨人時代
2021年の春季キャンプは三軍スタート。3月30日の二軍・対横浜DeNAベイスターズ戦で、9回に代走で起用され、イースタン・リーグ公式戦デビュー。以降、三軍バッテリーコーチの加藤健の下、主に三軍で練習を続けた。5月3日の二軍・対DeNA戦で代打起用され、二軍公式戦初打席を経験。このときは凡打だったが、初めてスタメン起用された5日の対DeNA戦では今永昇太から二軍公式戦初安打を記録した。前述のとおり、この年は三軍で経験を積み、30試合の出場で打率.170を記録、二軍公式戦の出場は7試合だった。
2022年は二軍でわずか5試合の出場で無安打に終わった。
2023年・2024年はともに二軍出場がなかった。

## 選手としての特徴
野手の間を抜くライナー性の打球を打つのが特徴。得点圏打率の高い勝負強い打者であると高校時代は監督の吉冨俊一から評された。遠投100mの肩を持ち、正確性の高い二塁への送球スピードは1.8秒台。50m走は6秒7。
巨人三軍バッテリーコーチを務めた加藤健は守備や打撃のほかに、捕手としての「声」を評価しており、「伝わってくるものがある」と捕手の素質を絶賛している。

## 人物
名前の「勇人」は当初候補に挙がった寺原隼人の「隼人」の画数を考慮し、母方の曽祖父・勇の名前を継ぎ「勇人」となった。
プロ野球選手への道を意識したのは中学2年のころ。当時、読売ジャイアンツですでに活躍していた、同姓同名の内野手である坂本勇人への憧れから、バッティングフォームをまねるようになった。『スポーツ報知』の取材に対し、同姓同名なため周囲に覚えてもらいやすく、「困ったことや嫌になったことは一度もない」と語っている。その一方、『佐賀新聞』の取材では「名前で比較されて苦しい時期もあった」としている。
読売ジャイアンツへの入団が決まり同姓同名の坂本勇人と同じチームとなったが、その登録名などに注目が集まった。登録名はともに本名の「坂本勇人」、スコアボードなどの表示名は内野手がフルネームの「坂本勇人」（表記はのちに「坂本」へ変更された）、捕手が「坂本勇」となった。
高校時代に全商簿記実務検定1級を取得。勉強は不得意だったが、監督の吉冨が簿記専門教科の担当だったこともあり、商業の授業はしっかり取り組んだ。

## 詳細情報

### 背番号
- 006（2021年[9] - ）